# Pietro Gnocchi
Don Pietro Gnocchi [ˌpjɛːtro ˈɲɔkːi] (Alfianello, Lombardia, 1689. február 27. – Brescia, 1775. december 9.) olasz barokk zeneszerző, egyházkarnagy, római katolikus pap és történész.

## Élete
Édesapja módos kisbirtokos volt. Pietro a család négy gyermekéből másodikként született. Szülőfalujában kezdett iskolázás után két fivérével a közeli Bresciába ment bölcsészeti és zenei képzésre. 1707. április 2-án papi habitust ölthetett, de a felszentelésig még további filozófiai és teológiai tanulmányok vártak rá.
1712–13-ban a bresciai dóm kórusában énekelt. Ezt a posztját otthagyva Velencébe utazott, hogy a Szent Márk-székesegyház karnagyától, Antonio Biffitől összhangzattant és ellenpontot tanuljon. Rövid időre visszatért Bresciába, ajánlólevelet szerzett európai körútjához. A legjobb német, osztrák, cseh, lengyel énekes accademiákat kereste fel, hogy újabb ismereteket szerezzen. Megfordult Magyarországon is. 
Bresciába visszatérve hangszeres és énekiskolát szervezett (Scuola di Suono e di Canto). Zeneszerzőként és oktatóként hírneve eljutott Itália távoli részeiig. Az elért eredményei hatására 1723. június 16-án a dóm karnagyává nevezték ki. 1762. április 10-én az orgonistai posztot is megkapta. Közben káplán volt a város egyik legrégibb templomában, a San Giorgióban. Ide is temették el.
A rendkívül termékeny zeneszerző nagy mennyiségű történeti, régészeti kutatómunkát végzett. Feldolgozta Brescia és környéke római kori feliratait, megírta tizenkét római császár feleségének életét, az ókori Görögország földrajzát. Ez utóbbi munkája a legterjedelmesebb: 25 kötetbe gyűjtötte „jegyzeteit” (notizie) a témában.
Szerzeményei csaknem kizárólag egyháziak. Hangját a Velencében elsajátított stílus határozta meg, de műveiben előfordul a régi a cappella ének mellett, a Gnocchi idejében újnak számító concertáló, szólót és kórust váltogató, sok fúvóst foglalkoztató templomi zene is. Legtöbb műve az osztott kórus (cori spezzati) technikáját alkalmazza. A zenetörténetbe beírta magát meghökkentő, földrajzi műveltségét csillogtató címadásával is. Miséi címében előfordul a kontinensek neve, Svájc, Magnificatjaiban (12 db) a La Plata folyó, a Fülöp-szigetek, az „ismeretlen föld”, a Rialto híd, a veronai aréna, a római Colosseum.
Világi művei közt – részben tájszólásban írt – buffoáriák, triószonáták, vonósegyüttesere írt concertók találhatók.
Tudományos és zeneművei többsége kiadatlan, bresciai könyvtárakban találhatók.